# Alta banca
Alta banca és un drama en tres actes i en prosa, original d'Àngel Guimerà, estrenat per primera vegada al teatre Novetats de Barcelona, la vetlla del 9 de desembre de 1921, amb la direcció artística d'Alexandre Nolla, que també feia de protagonista. L'obra és una crítica al sistema financer, després de la crisi del Banc de Barcelona del 1920.

## Repartiment de l'estrena
- Donya Isabel: Mercè Nicolau
- Mary: Josefina Tàpias
- Senyora Antonieta: Antònia Baró.
- Senyora Rita: Francesca Lliteras.
- Don Gabriel: Alexandre Nolla.
- Don Genaro: Joan Torelló.
- Juanito: Joan Cumellas.
- Senyor Macià: Anton Casanovas.
- Senyor Robert: Manuel Ballart.
- Senyor Bonet: Jaume Capdevila.
- Senyor Maties: Leandre Cinca.
- Baldomero: Manuel València.
- Senyor Martí: Lluís Marín.
- Josep: Jaume Gascó.
- Direcció artística: Alexandre Nolla.